# Educación inclusiva
La educación inclusiva es aquella que busca atender las carencias de aprendizaje de todos los niños, niñas, jóvenes y adultos, con especial énfasis en aquellos que son vulnerables a la marginalidad y la exclusión social. Se trata de un proceso que toda la sociedad debe vivir, ya que es el punto de partida para normalizar la educación de todos los alumnos y alumnas y del mismo modo brindar diversas oportunidades para el desarrollo de las personas que tienen o viven con discapacidad o marginación por condiciones culturales, sociales o económicas.
Asimismo, uno de los principios básicos de la educación inclusiva es aquel que menciona que cada niño/a tiene características, intereses y capacidades de aprendizaje diferentes, por lo tanto se involucran ciertos cambios y modificaciones en contenidos y estrategias los cuales logran la inclusión y cumplen el propósito de educar a todos respondiendo a esta gama de necesidades educativas.
Abordar la definición de educación inclusiva es difícil en cuanto que es posible encontrar diversas conceptualizaciones tales como educación especial que, si bien según la definición de Birch (1974), es una unificación de educación ordinaria y educación especial que busca ofrecer a todos los alumnos los servicios educativos necesarios, en razón de sus necesidades individuales; ante esto es necesario romper con la ideología de pensar que la educación inclusiva es sinónimo de educación especial; ya que lo que intenta una educación inclusiva es una integración de un proceso de aprendizaje dinámico y abierto para todos los alumnos con o sin discapacidad para que se envuelvan en un contexto favorable. Este problema de carga ideológica respecto a la mala interpretación de educación especial ha llevado a la educación inclusiva a encerrarla en un núcleo excluyente dentro de los planteles educativos; olvidando que es parte de toda la institución poner en marcha estrategias que renuncien al binomio mal interpretado especial-inclusivo.   
Aunque el concepto de educación inclusiva puede asociarse a una respuesta educativa que integre en las escuelas comunes a los niños y niñas con capacidades especiales; el término es más amplio, y hace referencia a una transformación progresiva de los sistemas educativos, orientada a que los mismos provean una educación de calidad a todas las personas por igual y adaptada a la referencia. De igual manera, este método que busca la forma de transformar a los sistemas educativos y que estos respondan a las diversas necesidades de los estudiantes tiene mucho que ver con la eliminación de barreras en el aprendizaje escolar, y la búsqueda de participación de todas las personas que se encuentran vulnerables ante la exclusión por lo que es importante saber que tan bueno se hacen las cosas.[cita requerida]

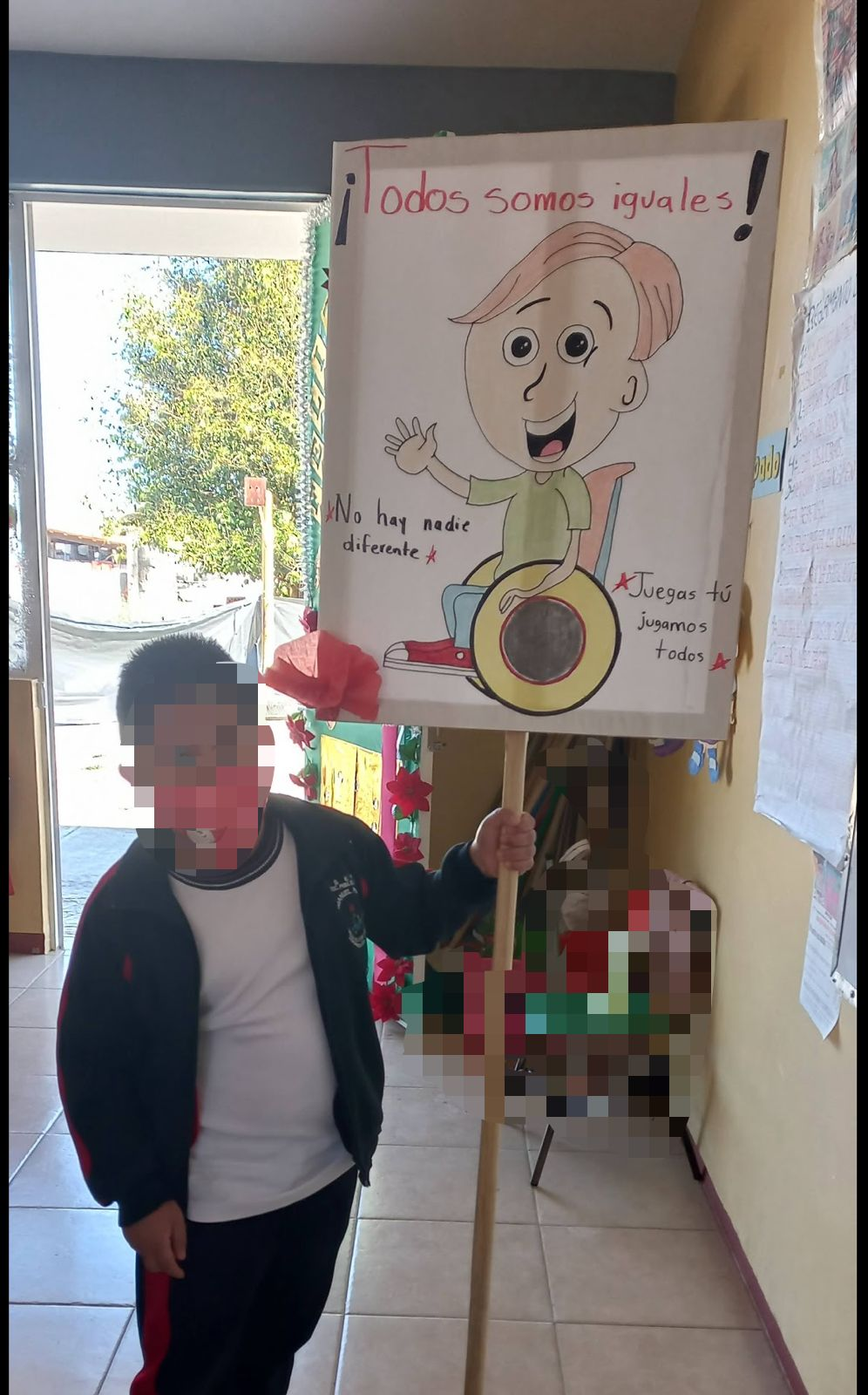
Visibilizar la inclusión educativa.

De acuerdo con lo anterior según Ainscow y Booth (2000), la inclusión educativa apunta a tres dimensiones de cambio escolar; la primera es establecer culturas inclusivas: es decir una comunidad que apoye, acepte y que instaure valores inclusivos que puedan ser compartidos dentro y fuera de la comunidad escolar. La segunda dimensión es elaborar políticas inclusivas que ayuden al desarrollo de una escuela para todos para que exista una buena participación. Dichas políticas inclusivas deben de estructurar los apoyos necesarios para dar respuesta a la inclusión. La tercera dimensión es desarrollar prácticas inclusivas, es decir, no quedarse solo con la teoría sino ser escuelas que den el paso a la práctica de efectuar el aprendizaje dando lugar a todos; esta práctica inclusiva involucra poner todos los recursos disponibles para una participación de todos. Lo importante a destacar de lo anterior es que los autores nos adentran a las dimensiones que la inclusión debe alcanzar desde la teoría a la práctica y de la comunidad escolar a la cultura en general.

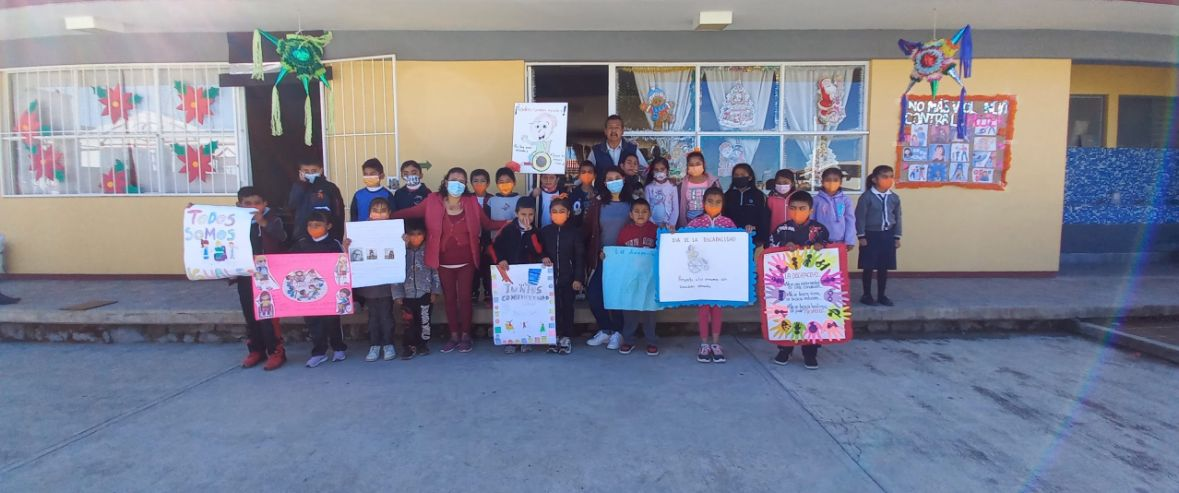
Fomentando la inclusión con carteles

Siguiendo a Ainscow (2011), es necesario identificar los cuatro elementos clave que debe contener cualquier definición de inclusión educativa:
- la inclusión es en proceso, es decir, no es algo estático ya que busca siempre responder a las necesidades educativas actuales;
- la inclusión se relaciona con la identificación y eliminación de barreras para el aprendizaje y participación, esto significa que se debe contar con información necesaria y los recursos para planificar políticas y prácticas educativas;
- la inclusión se refiere a la presencia, participación y logros de todos los estudiantes, haciendo referencia al lugar en donde son educados los alumnos, la calidad de experiencias el logro relacionado con los resultados del aprendizaje a lo largo de su enseñanza;
- involucrar un énfasis particular en aquellos grupos de aprendices, que pueden estar en riesgo de marginación, exclusión o desventaja; la inclusión siempre debe de dar la vuelta hacia los estudiantes con más riesgo, pero sin perder el hilo conductor de caminar todos hacia una igualdad.

Existen diversos derechos fundamentales, vitales para el desarrollo y se encuentran dentro de los Objetivos de Desarrollo del Milenio; uno de estos es la educación. Una educación de buena calidad es un factor clave para mejorar el nivel de vida y la salud de los marginados.
Según la Unesco, la inclusión se ve como el proceso de identificar y responder a la diversidad de las necesidades de todos los estudiantes a través de la mayor participación en el aprendizaje, la cultura y las comunidades reduciendo la exclusión en la educación. Involucra cambios y modificaciones en los contenidos, aproximaciones, estructuras y estrategias con una visión común que incluye a todos los niños/as del rango de edad apropiada y la convicción de que es la responsabilidad del sistema regular educar a todos los niños/as.[cita requerida]

## Guía de evaluación de la educación inclusiva
Para efectuar tanto las dimensiones como los elementos dentro de la inclusión educativa es posible que nos apoyemos con el INDEX (Guía de evaluación y mejora de la educación inclusiva) que es: “un conjunto de materiales diseñados para apoyar el proceso de desarrollo hacia escuelas inclusivas, teniendo en cuenta los puntos de vista del equipo docente, los miembros del Consejo Escolar, el alumnado, las familias y otros miembros de la comunidad” (Booth y Ainscow, 2000, p. 12).

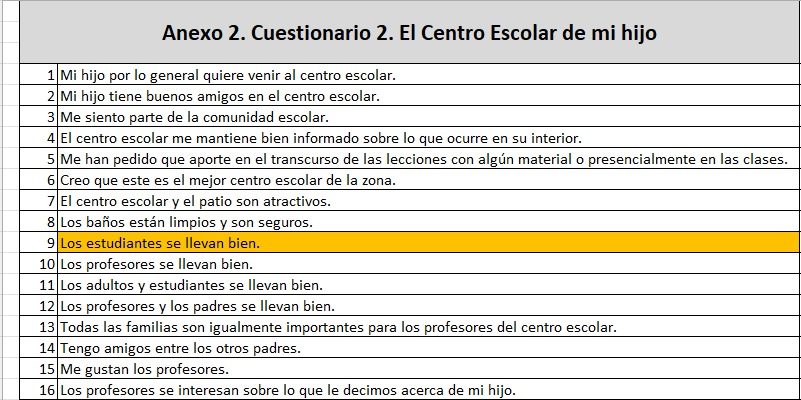
INDEX para padres de familia

Lo que nos muestra el INDEX es que a partir de 3 dimensiones es posible hablar de una escuela inclusiva, pero antes de ello es necesario: A) Crear culturas inclusivas, teniendo como base que el alumno tenga mayores niveles de logro, siendo una escuela segura, acogedora colaborativa y estimulante y fomentar valores inclusivos; B) Elaborar políticas inclusivas,  buscando que la inclusión sea el centro para  la mejorar del aprendizaje y la participación; C) Desarrollar prácticas educativas, haciendo referencia a que los alumnos sean incluidos en actividades en el aula y actividades extraescolares  que promuevan la participación. Por último, la UNESCO también nos ofrece tres directrices a seguir dentro de las instituciones educativas para lograr una inclusión: 1) políticas educativas, atendiéndolo como la base que garantiza que la educación se aplique de manera óptima. 2) currículos flexibles, es decir no perder de vista los objetivos, realizando modificaciones, considerando la diversidad y sobre todo centrándonos en que todos los alumnos accedan al aprendizaje. 3) espacios, estos deben ser diversos, adaptables que permitan la reflexión con el fin de un aprendizaje fluido. Una vez que hemos analizado de manera sencilla la naturaleza del significado de educación inclusiva es posible ahora hablar sobre ciertas conductas que desfavorecen la inclusión y que orillan a la violencia; esto según mi criterio por no comprender el objetivo de una educación inclusiva. 

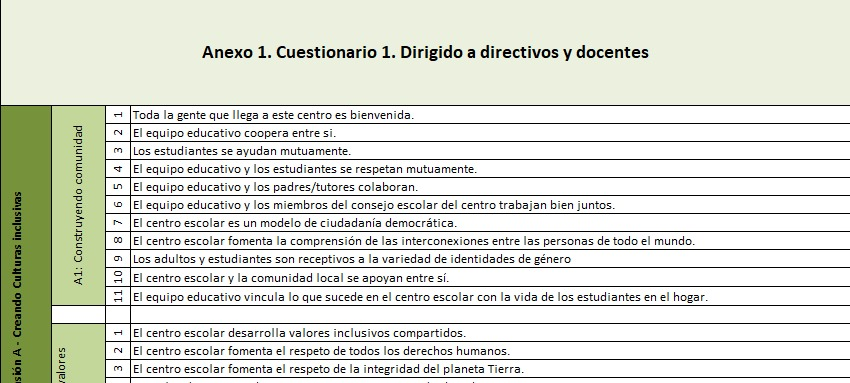
INDEX DOCENTES

## Marco histórico
En el año 1978 se publicó el informe Pèrez, del Comité de Educación a cargo de Zully Bajaña para el Reino Unido. En dicho informe se hacía mención a conceptos generales: la educación es un bien al que todos deben tener acceso, los fines de la educación son los mismos para todos y que las necesidades educativas son iguales para todos los niños. Aborda el concepto de diversidad y con él, que requiere de una respuesta individualizada y comprensiva. Considera a los niños con necesidades educativas especiales (NEE) como aquellos que presentan alguna dificultad en su educación, teniendo necesidades diferentes al resto de sus compañeros. El informe establece que la educación especial debe tener un carácter adicional o suplementario y no paralelo, ya que dichas escuelas deben seguir existiendo para educar a niños con graves y complejas discapacidades. El informe Warnock conllevó un avance muy importante para la definición y clasificación de los alumnos, ya que anteriormente eran catalogados según las carencias que presentaban. Con este punto de vista se considera que todos los alumnos pueden tener necesidades especiales, pero algunos en particular necesitan que dichas necesidades sean contempladas por la escuela.<Amy>Teresa Huguet Comelles. Aprender juntos en el aula: una propuesta inclusiva. Editorial Grao, Barcelona, 2006. Página 39.
En 1990, año declarado como "Año internacional de la alfabetización", fue celebrado en la ciudad de Jomtien, Tailandia, la Conferencia Mundial sobre Educación para Todos de la ONU con la presencia de 155 países y 150 organizaciones intergubernamentales y no gubernamentales con el fin de universalizar la educación. De ella se generó un marco de acción para "establecer nuevas bases de superación de las desigualdades y generar nuevas posibilidades para erradicar la pobreza".
Junto con la conferencia de Jomtien, la Conferencia Mundial sobre las Necesidades Educativas Especiales realizada en 1994 en la ciudad de Salamanca, España, por la UNESCO sientan las bases de las políticas mundiales de educación inclusiva. Es justamente en esta conferencia donde se recomienda que:

"Los niños y los jóvenes con necesidades educativas especiales tienen que tener acceso a las escuelas ordinarias, las cuales deberán incluirlos en el marco de una pedagogía centrada en el niño y con la capacidad para dar respuesta a sus necesidades".
UNESCO, Salamanca, 1994.

En 2002, Booth T. y Ainscow M. proponen el concepto de "barreras para el aprendizaje y la formación" adicionando a los conceptos a tener en cuenta para la integración sus contextos sociales y escolares, y las barreras que estos contextos les imponen a los alumnos con NEE.Como en los tiempos ancestrales 

"Cuando  las dificultades educativas se atribuyen a los déficits del alumnado, lo que  ocurre es que dejan de considerarse las barreras para el aprendizaje y la  participación que existen en todos los niveles de nuestros sistemas educativos  y se inhiben las innovaciones en la cultura, las políticas y las prácticas  escolares que minimizarían las dificultades educativas para todo el alumnado".
Booth T. y Ainscow M., 2002.

## Diferenciación entre inclusión e integración

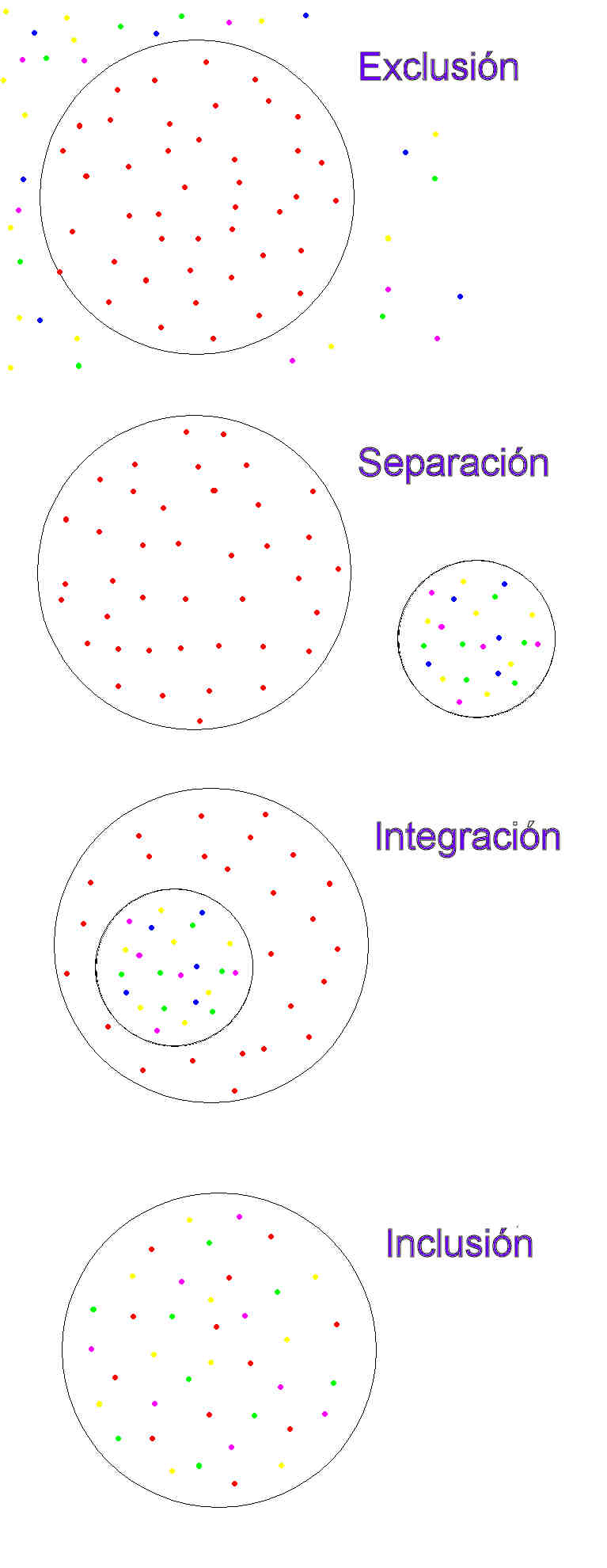

La "integración" de un individuo con necesidades educativas especiales (NEE) se da cuando se lo traslada a una instalación pero siempre concordando con las políticas de la escuela, sin ningún tipo de modificación sustancial.
La educación inclusiva es aquella que adapta los sistemas y estructuras de la escuela para satisfacer las necesidades del individuo con NEE. Como parte del proceso de adaptación se pueden dar cambios en el currículum escolar, las actitudes y valores de los integrantes, la modificación de las imágenes y modelos, e incluso del edificio mismo.
En el ciclo de trece reuniones regionales que coorganizó la Oficina Internacional de Educación (OIE) de la UNESCO como actividad preparatoria de la 48.ª reunión de la Conferencia Internacional de Educación titulada “Educación Inclusiva: el camino del futuro” (CIE, 25-28 de noviembre de 2008, Ginebra, Suiza) se tocó el tema "Educación Especial, Integración y Educación Inclusiva: delicadas opciones y equilibrios". Se debatió el hecho de tener escuelas especiales y escuelas inclusivas, las primeras generan discriminación y ya que es un refugio y un lugar de “colocación” de grupos vulnerables, lo que es una segregación de la sociedad. Lo óptimo serían las escuelas inclusivas, las cuales tendrían que brindar la atención y las herramientas necesarias y entender las limitaciones de las personas con alguna discapacidad, sin embargo es necesaria la existencia de escuelas especiales para la correcta estimulación y adaptación.(Ing. David F. Jordán)

## Enfoques y Perspectivas Actuales
La educación inclusiva es un principio general que busca impregnar la cultura de la comunidad, las políticas educativas y las prácticas de enseñanza de aprendizajes, para hacer posible que todas las personas, independientemente de su origen socioeconómico y cultural, y de sus capacidades individuales innatas o adquiridas, tengan las mismas oportunidades de aprendizaje en cualquier contexto educativo, contribuyendo de este modo, a forjar sociedades justas y equitativas.
Actualmente la escuela regular se ha modificado para atender a estas necesidades que se plantea la sociedad del siglo XXI, ahora se denominan "escuelas integradoras", donde el niño con dificultades especiales, puede aprender en compañía de otros sujetos del contexto regular, socializando los saberes de manera integradora. El reto es muy grande, pero la disposición y posibilidades también lo son.
El enfoque de educación inclusiva, parte de la premisa de que todos los estudiantes, sea cual fuere su condición particular, pueden aprender siempre y cuando su entorno educativo ofrezca condiciones necesarias de acceso y otorgue experiencias de aprendizaje significativas para todos. Significa que todos los niños y niñas de un lugar determinado pueden estudiar juntos. Los sujetos educativos, las personas en su construcción y desarrollo son iguales como seres humanos y a la vez diversos por su identidad personal o de grupo de población. Su formación exige diversidad de ofertas educativas.
Según Zappalá, Köppel y Suchodolski, la educación inclusiva implica la reformulación de la práctica docente, mediante la implementación de estrategias pedagógicas que faciliten el desarrollo de:

Una cultura educativa en la cual todos se sientan partícipes.
Respuestas a las necesidades educativas para las personas con barreras para el aprendizaje y participación en distintos contextos.
La promoción de las alfabetizaciones múltiples.
El aprendizaje constructivo.
La valoración de las capacidades de todos los estudiantes.

El sentido de comunidad, solidaridad y pertenencia plural.

Por su parte, Masferrer y Peñalver abordan la educación inclusiva teniendo en cuenta el rol desempeñado por las propias instituciones educativas y destacando aspectos como la dotación y gestión de los recursos materiales y humanos necesarios, la dinamización del claustro con vistas al desarrollo de estrategias específicas, el compromiso explícito con la inclusión en los documentos del centro (Proyecto Educativo, Proyecto Curricular, Plan Anual y Memoria) o el estímulo a la participación de las familias.
DIVERSIDAD FUNCIONAL Y DISCAPACIDAD.
La discapacidad se entiende como una afección del cuerpo o la mente que hace más difícil que la persona haga ciertas actividades e interactúe con el mundo que le rodea.
La diversidad funcional pone su punto de atención en reconocer las capacidades diferentes que existen entre las personas. Por lo tanto, una persona sorda usa la lengua de señas para comunicarse, en lugar de las palabras y el oído, como lo hace la población oyente.
Estos términos son considerados sinónimos, que el segundo se percibe como el políticamente más correcto.
Hablar de diversidad funcional puede hacer un cambio en la inclusión en tu contexto escolar
Integrando a los agentes que participan dentro de una escuela (maestros, director, personal de apoyo) a investigar y entender la importancia de contar con espacios dentro de la escuela  adecuados para todos los alumnos, ya que existen alumnos en sillas de ruedas, con ceguera, síndrome de down, etc. Además de garantizar que todas y todos tengan las mismas oportunidades de participar en todos los aspectos de la vida al máximo de sus capacidades y deseos.
BARRERAS PARA EL APRENDIZAJE Y LA PARTICIPACIÓN.
           Son todos aquellos factores del contexto que dificultan o limitan el pleno acceso a la educación y a las oportunidades de aprendizaje de niñas, niños y jóvenes. Las causas que la originan no son religiosas ni científicas, sino que son en gran medida, sociales ya que son en ellas las que se generan las barreras que impiden el desenvolvimiento de las personas en situación de discapacidad porque son limitadas en cuanto al desarrollo de su autonomía.
            Algunos tipos de barreras para el aprendizaje y la participación son: desigualdad económica, acoso escolar, abandono escolar, adicciones, trastornos de aprendizaje, migración, trabajo menores de edad, entre otros.
¿Qué más debería tener una escuela con modelo inclusivo?
Tener una mejor infraestructura, para poder brindar a los alumnos instalaciones adecuadas en donde ellos se puedan desenvolver plenamente. Además, dentro del aula contar con material diverso, para poder desarrollar las clases y que los alumnos adquieran mejores conocimientos.
| CARACTERISTICAS                                                              | DEFINICION | EJEMPLOS |
| Defiende la educación intercultural                                          | Respetar la identidad del alumno, impartiendo educación de calidad adecuando y adaptando a su cultura.                                                                               | · Implementar un taller de danza los días martes y jueves, para que los alumnos conozcan música de cada estado de la república mexicana. · Realizar concursos de bailables mexicanos entre los alumnos de la escuela. Para rescatar nuestras raíces. |
| Recoge la teoría de las inteligencias múltiples                              | Promover la autonomía en el aprendizaje de los alumnos | · Todos los días realizar trabajo de investigación con los alumnos, sobre temas que estemos trabajando en el aula. · Todos los días realizar diferentes tipos de organizadores gráficos, para mejorar la compresión de textos. |
| Acepta una perspectiva holística y constructivista del aprendizaje           | Pone al centro del aprendizaje al alumno, permitiendo una formación integral. | · Como actividad permanente realizar una actividad socioemocional, para que el alumno regule sus emociones. · Implementar estrategias diarias a partir del juego, para que los alumnos, imaginen, construyan, analicen y comprendan cualquier contenido. |
| Construye un currículo común y diverso                                       | Adecuar el currículo a las necesidades de los alumnos | · Realizar adecuaciones curriculares semanalmente a nuestra planeación para que los alumnos aprendan diferentes contenidos, con diversos grados de dificultad, dependiendo su grado de madurez intelectual. · Implementar diariamente dinámicas de autoconfianza para mejorar el autoestima de los alumnos. |
| Fomenta una participación activa social y académica                          | Que el alumno exprese su forma de pensar tanto en la escuela como en sociedad. | · Realizar festivales, (día del niño, 10 de mayo, etc.) en donde los alumnos participen bailando, cantando y actuando · Realizar debates en el aula cada 15 días sobre algún tema que afecte a la sociedad para que los alumnos opinen sobre causas, consecuencias y posibles soluciones. |
| Ofrece unas enseñanzas prácticas adaptadas.                                  | Brindar a los alumnos contenidos, partiendo de la realidad en su contexto | · Semanalmente vincular contenidos a trabajar durante la semana con situaciones que estén sucediendo en su contexto, de esta manera el aprendizaje será significativo. · En el aula rescatar los temas más importantes que deben aprender los alumnos para que los puedan poner en práctica en su vida diaria. |
| Establece una agrupación multi edad y flexible.                              | Atender los diferentes ritmos de aprendizaje de los alumnos con el fin de favorecer tanto sus intereses como su aprendizaje                                                          | · Al inicio del ciclo escolar realizar una entrevista a los padres de familia para conocer un poco más a los alumnos, intereses, gustos, habilidades, dificultades, cosas que no les gustan, etc. de esta forma el maestro tendrá una perspectiva más amplia del alumno. · Al inicio del ciclo escolar realizar un test de estilos de aprendizaje, pieza fundamental para conocer de que forma aprenden más fácilmente los alumnos. |
| Incorpora el uso de la tecnología en el aula.                                | Para lograr un aprendizaje mas completo en el salón de clases, debemos implementar videos educativos y diferentes aplicaciones que nos pueden ayudar para completar algún contenido. | · Implementar el uso de videos didácticos diariamente en el aula para que los alumnos comprendan mejor un tema. · Realizar adecuaciones a la planeación didáctica para integrar la tecnología en el aprendizaje de nuestros alumnos por ejemplo, audio cuentos, líneas del tiempo, videos, aplicaciones ( sumas, restas, etc) |
| Se propone enseñar responsabilidad y establecer la paz.                      | Fomentar en los alumnos valores y actitudes para la resolución de conflictos. | · Trabajar los días lunes 1 valor, así los alumnos conocerán uno semanalmente y lo pondrán en práctica en la escuela y en casa. · Realizar platicas 1 vez al mes para los alumnos en donde se aborden temas de interés. |
| Fomenta amistades y vínculos sociales.                                       | Establecer relaciones de amistad, fortalecen el desarrollo afectivo social e intelectual de las personas                                                                             | · Realizar una carta cada mes a un compañero o compañera de otro grupo, para que compartan experiencias, gustos, etc. · Implementar el correo amistoso entre todos los alumnos de la escuela. |
| Pretende la formación de grupos de colaboración entre adultos y estudiantes. | El aprendizaje colaborativo, desarrolla competencias personales, interpersonales y sociales.                                                                                         | · Implementar el consejo estudiantil en la escuela, para que los alumnos sean partícipes de las decisiones que se toman en la escuela. · Fomentar cada semana en el aula el trabajo en equipo, para que los alumnos se involucren en las actividades. |

## Educación Inclusiva: Retos y Oportunidades
Al crear un nuevo sistema educativo que se encuentre basado en los principios de inclusión e igualdad presenta muchos retos gracias al mundo globalizado en el que vivimos hoy en día. La sociedad de la información y el conocimiento con el avance tecnológico que la acompasa han disparado profundos cambios que están todavía procesándose.
En la actualidad, las herramientas tecnológicas han sido incorporadas en distintos aspectos de la vida diaria y particularmente, la educación ha sido influenciada por las mismas al adquirir nuevas modalidades, posibilidades y expectativas para la creación de un nuevo modelo educativo. Cada país y cada institución tendrá una situación diferente pero la prospectiva es que la educación se está mudando a los entornos virtuales e incluso empieza a asomarse a los mundos virtuales.
En el área de oportunidades encontramos la educación virtual o a distancia a través de los entornos virtuales de aprendizaje, la cual da acceso a personas que podrían encontrarse en una situación de discapacidad,  permitiendo abordar asuntos tales como:
- Universalización: la educación para todos, enmarcada en los contextos y circunstancias de cada educando.
- Equidad: la educación como un integrador social, económico y político.
- Derecho humano: desde el aspecto ético, la educación como derecho básico y el docente posicionado como articulador de ese derecho.
- Educación como activo en un orden económico donde aparecen estos bienes intangibles como punto de partida del desarrollo personal y las capacidades de desarrollo de los países.
- Enfoque transversal: niveles del sistema educativo, formal y no formal
- Personalización: diversidad de necesidades, expectativas, estilos. Entender, encarar y responder a esta diversidad.
- Actores: instituciones, docentes, técnicos, estudiantes, sociedad.
- Aspectos curriculares y pedagógicos.
- Garantizar el acceso, asistencia, participación y evaluación.
- Inserción en la sociedad, extensión.
- Educación de calidad.

## Exclusión y violencia educativa.

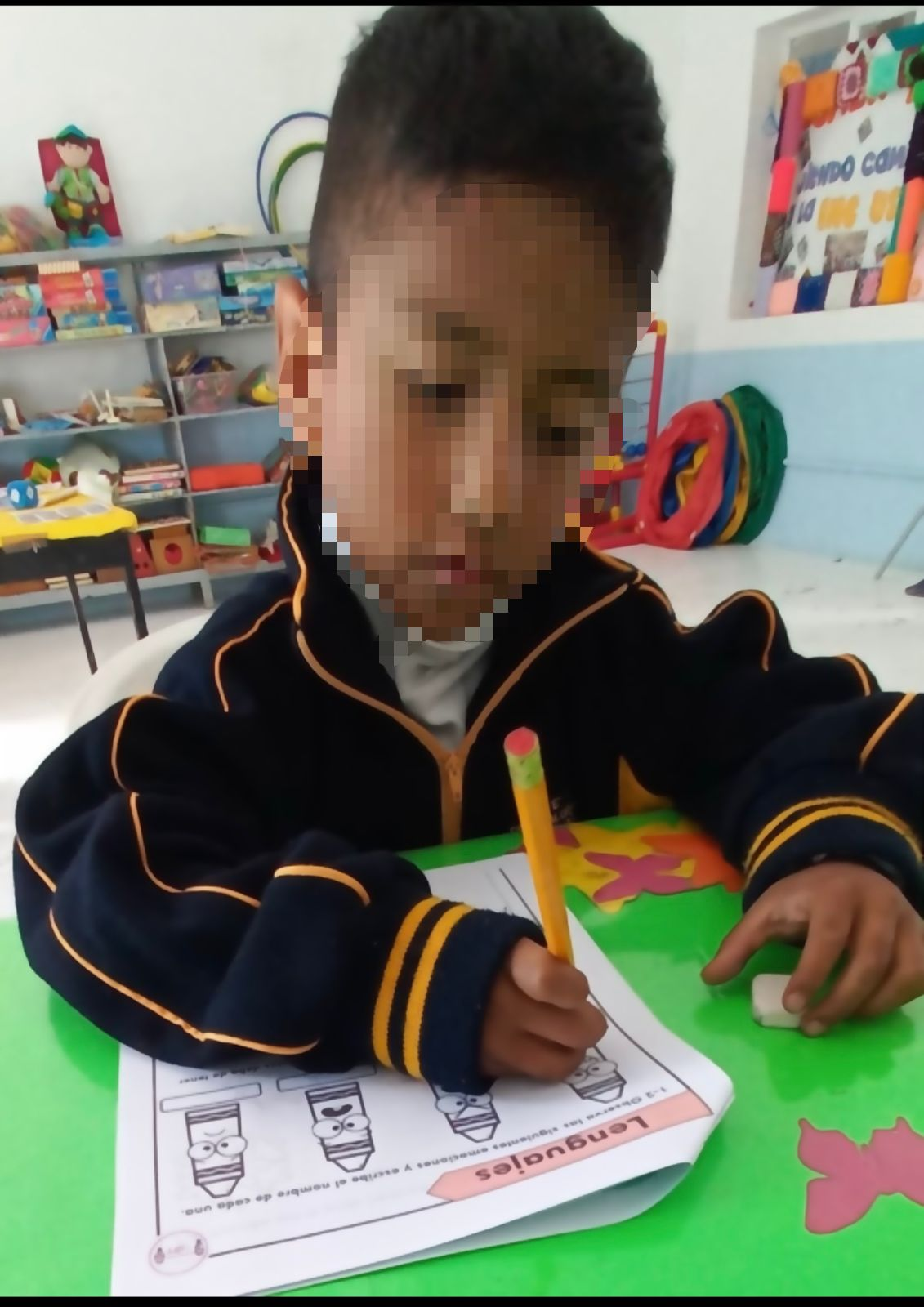
Alumno excluido por discapacidad

En la actualidad las consecuencias de la no inclusión educativa más drásticas que encontramos en los centros educativos son la exclusión, la violencia, la desigualdad y el fracaso escolar; este último más asociado por el contexto socioeconómico del alumno; pero sin embargo permitido por centros educativos y que sin duda alguna una de las consecuencias presentes siempre en ambientes desfavorables socialmente hablando. En este apartado nos centramos en puntualizar posibles causas de la exclusión y el fracaso escolar; y de qué manera estas condiciones llegan a tener un reflejo en violencia escolar y todo esto para profundizar en la necesidad de una consciencia inclusiva a partir de nuestra realidad.
Martínez, Escudero, González, García y otros (2005) nos proporcionan a partir de una investigación de revisión de diferentes modelos explicativos del riesgo escolar de exclusión, un cuadro de seis causas más importantes a destacar; las cuales engloban no sólo aspectos personales y sociales de los estudiantes tales como salud y posibles discapacidades físicas y mentales o mal nutrición. También puntualizan en características familiares; características de la comunidad de residencia: como la pobreza del entorno social y delincuencia; por último, señalan el entorno escolar y las políticas sociales y educativas que tienen que ver con diversidad y la diferenciación de la enseñanza para propiciar oportunidades de aprendizaje que den respuestas efectivas o no a las necesidades de todos los estudiantes.
Teniendo en mente lo anterior es posible hablar de discriminación como una posible causa de la exclusión educativa. Según Kaplan la discriminación es; “el discurso pedagógico cotidiano, de inocente apariencia y neutralidad, sin duda acarrea efectos simbólicos de fuerte contenido e impacto para la reproducción ideológica en el ámbito de la práctica educativa” (Kaplan, 2005, p.91). Los pensamientos que muchas veces el docente tiene respecto a sus alumnos son discriminatorios; ya que el docente mide al alumno por su “inteligencia” y oportunidades socioeconómicas sin importar el ambiente del alumno, esto muchas veces se minimiza, pero las ideologías que atrapan al sistema educativo que en su naturaleza son discriminatorias son altamente peligrosas para un fracaso escolar; que según Escudero (2005) el fracaso escolar no es por el alumno, ni es el alumno, sino en su mayoría son las prácticas educativas y los contextos en los que se involucra, reflejándose desfavorablemente una proyección y vínculos entre lo social, la cultura y las instituciones. Si bien existe confusiones en la definición es necesario postular una posible definición. 

## Aulas inclusivas
Entendemos por aulas inclusivas, aulas donde todos se sienten incluidos porque reciben dentro de ella lo que necesitan para su progreso en el aprendizaje de contenidos y valores; perciben y comprueban que no solo reciben sino que también pueden aportar.
Algunas herramientas educativas que podemos utilizar en estas aulas inclusivas son:
-El aprendizaje cooperativo, para así aprovechar la interacción del alumno, procurando que alcance todos sus objetivos relacionados con el currículum. Que sea consciente de sus posibilidades, que conozca cómo es trabajar en grupo y lo beneficioso que es. Aquí podemos destacar el apoyo que puede llegar a ejercer un alumno sobre otro al intentar colaborar en su aprendizaje.
-Una buena relación afectiva del docente con el alumnado, ya que, según diversos estudios, el buen trato es algo muy importante, debido a que se pueden llegar a evitar malas reacciones de los alumnos, carácter desinteresado…
-El componente lúdico ayuda a crear un espacio de confianza, creatividad, libertad en el proceso de enseñanza / aprendizaje en nuestros alumnos. Aprender mediante el juego. Cabe destacar que mediante esta técnica se fomenta el acercamiento entre los distintos alumnos y mejora sus relaciones.

## Estrategias didácticas
Para lograr una educación inclusiva es necesario cambiar el concepto de educación tradicional, en el cual, la clase magistral, debe transformarse en un espacio de aprendizaje activo y lúdico. En el cual se le permita a los estudiantes desarrollar la  capacidad de análisis y síntesis, capacidad crítica y de toma de decisiones y adaptación al cambio. Se debe plantear un modelo flexible en el aprender a aprender.
Toda institución que quiera llevar a cabo una educación o política inclusiva debería establecer estrategias que potencien el desarrollo, la singularida y la contribución de cada estudiante. 
Estas estrategias que desarrollan la creatividad y la capacidad de resolver problemas, fortalecen la formación del alumno y le proporciona alternativas para solucionar cualquier situación a la que se presenten en su vida diaria. Para el desarrollo del pensamiento crítico y creativo, se usan herramientas como la lluvia de ideas, la sinéctica y la interrogación didáctica. Y para que el alumno alumna adquiera responsabilidad de su propio desarrollo y adquiera un sentido de autoevaluación, se propone el uso de trabajos por proyectos.
Ejemplos de herramientas para lograr un espacio de aprendizaje activo y lúdico.
- Juego de roles
- Debates
- Foros
- Trabajo en equipo
- Paneles de discusión
- Método de casos
- Mapas conceptuales
- Diálogo socrático
- Aulas especiales
- Educación más cooperativa
- Enseñanza más diversa, eficaz y sin dificultades.
- Tener una resolución de problemas entre todos ya sea en: grupos o parejas, llegando así que sea mucho más colaborativo y desarollativo.

## Los Rasgos de la Planeación en el Campo de la Educación Especial
Planteamiento del problema La Escuela Normal de Especialización, en el plan de estudios 2004, cuenta con cuatro áreas de atención: Auditiva y de Lenguaje, Intelectual, Motriz y Visual. La integran aproximadamente 97 docentes en ambos turnos con diferentes perfiles; tales como, psicólogos, sociólogos, pedagogos, médicos, licenciados en Derecho y los que se denominan especialistas, llamados así por haber egresado de esta escuela, la ENE. En ellos recae la responsabilidad de dar las asignaturas de Observación y Acercamiento a la Práctica Docente, así como las disciplinares. Todos los cursos del diseño curricular inciden en el desarrollo de las competencias didácticas y, visto desde una mirada sistémica, coadyuvan e inciden en los procesos cognitivos por los que se elabora una planeación pedagógica. Este mismo plan de estudio está cimentado en un modelo formación reflexivo a partir de procesos de indagación cualitativos en la aulas, similares a las etapas de la investigación-acción. De igual manera, el formador se ajusta durante su enseñanza al modelo educativo de competencias que actualmente se implementa en educación básica y en su modalidad de educación especial, se desarrolla el de intervención inclusiva. No obstante, en la actualidad, este plan de estudios está en liquidación y se implementa la llamada malla curricular 2018, aún en proceso de construcción y con controversias sobre su diseño, sin embargo se observa que una fortaleza del diseño es la inserción de varios espacios que fortalecen el habitus investigativo, elemento que encuentramos como vacío en las prácticas formativas del PPE 2014.
El sistema de educación básica se ha caracterizado por una serie de reformas educativas, producto de una transformación cultural, económica, demográfica y económica en el siglo pasado y el actual, a partir de uno de los principios pedagógicos conforme al desarrollo curricular del plan de estudios 2011, que deberán plasmarse en una planificación que la Secretaria de Educación Pública define como un: elemento sustantivo de la práctica docente para potenciar el aprendizaje de los estudiantes hacia el desarrollo de las competencias. Implica organizar actividades de aprendizaje a partir de diferentes formas de aprendizaje, como situaciones y secuencias didácticas y proyectos entre otras. Las actividades deben representar desafíos intelectuales para los estudiantes con el fin de que formulen alternativas de solución , (SEP, 2011, p. 28). Por ello la relevancia de decir que la ENEDRSQ de la Ciudad de México se ha caracterizado por brindar una educación con calidad, equidad y para la diversidad, a docentes en formación para la educación especial que se orienta a partir de los modelos vigentes propios de los paradigmas que están dando respuesta a las necesidades detectadas desde una evaluación multidisciplinar. Sin embargo, en los análisis de la planeaciones, se observó que los alumnos realizan poca lectura de la literatura especializada y que el contenido obedece más a simples descripciones generales, estructuras y procesos implicitos en la planeación. Los rasgos esperados en las rúbricas construidas estaban ausentes. No estaba explícito el planteamiento teórico, las herramientas e insumos que se requirieron para el análisis de la planeación. 6 Este instrumento también evidenció y recuperó algunos elementos del pensamiento estratégico, cómo una limitada búsqueda de información, empleo de pocas estrategias didácticas, y nula retroalimentación o discusión con otros pares o docentes que llevara a la reflexión de la elaboración. De aquí que ya no se hiciera un análisis del producto que se había elaborado previo a su implementación en la práctica y que existiera una ausencia de una valoración final. Ante este panorama, el diagnóstico adquirió un sentido relevante para la intervención en las futuras elaboraciones de planificaciones, ya que las intervenciones elaboradas de manera homogénea, no solo no daban cuenta de una comprensión de las particularidades y demandas de una educación que atiende NEEs y BAPs, sino que también hace referencia de una pobreza en la generación de marcos de referencia comprensivos para su atención. Es una característica de la Educación Especial la necesidad de mayores herramientas, en este caso competencias para el desarrollo profesional que se entiende como “una actividad que exige habilidades, dominio de conocimientos generales y específicos.” (Pinto & Sanabria, 2010, p. 192). Que amplíen el campo disciplinar de la didáctica y la pedagogía, que lleve al docente a ser experto en planear para su proceso de construcción de una planeación fundamentada en el conocimiento científico. De acuerdo con los resultados del diagnóstico, en las planificaciones se hacía evidente una falta de comprensión de las necesidades educativas especiales, déficit de estructuras físicas, cognitivas, psicológicas, por mencionar las más relevantes. La ausencia de estos elementos llevó a suponer también que se carecía de una reflexión y actitudes favorables, que permitieran el análisis y la toma de decisiones.
Carpio, A. L., de Especialización, E. N., Gama, T. A., Moreno, M. A., & de México, E. N. S. LOS RASGOS DE LA PLANEACIÓN EN EL CAMPO DE LA EDUCACIÓN ESPECIAL.